# Maximiliano Salas
Maximiliano Nahuel „Maxi” Salas (ur. 1 grudnia 1997 w Curuzú Cuatiá) – argentyński piłkarz występujący na pozycji napastnika lub skrzydłowego, od 2024 roku zawodnik Racing Clubu.